# إيترفيل (ميزوري)
إيترفيل (بالإنجليزية: Etterville)‏ هي إحدى المجتمعات الفردية (غير مصنفة) في ولاية ميزوري في الولايات المتحدة الأمريكية.